# 부르키나파소 국가 올림픽 체육 위원회
부르키나파소 국가 올림픽 체육 위원회(프랑스어: Comité National Olympique et des Sports Burkinabè)는 부르키나파소를 대표하는 국가 올림픽 위원회이다. IOC 코드는 BUR이다. 본부는 와가두구에 있으며 아프리카 국가 올림픽 위원회 연합에 소속되어 있다.
1965년에 설립되었으며 1972년에 국제 올림픽 위원회의 승인을 받았다. 올림픽, 올아프리카 게임을 비롯한 국제 스포츠 대회에 참가하는 부르키나파소의 선수들을 대표한다.